# Lode Wouters
Lode Wouters (Klein-Vorst, 27 de mayo de 1929 - Geel, 25 de marzo de 2014) fue un ciclista de ruta belga. Fue profesional entre 1951 y 1953.
Sus principales éxitos los consiguió como ciclista amateur al ganar dos medallas en los Juegos Olímpicos de Londres 1948, la de oro en la contrarreloj por equipos, junto a sus compañeros Léon Delathouwer y Eugène van Roosbroeck y Liévin Lerno y el bronce en la prueba en ruta.

## Palmarés
1948
- Oro en la Contrarreloj por equipos en los Juegos Olímpicos de Londres de 1948
- Bronce en la Prueba en ruta en los Juegos Olímpicos de Londres de 1948 
  - Campeón de Bélgica amateur
  - Vencedor de una etapa en la Vuelta a Limburgo amateur
- 1949
  - 1º en la Ronde van Midden-Nederland
- 1951
  - 1º en Oud-Turnhout
  - 1º en Riemst
- 1952
  - 1º en Itegem
  - 1º en Waasmunster
  - 1º en Westerlo
  - Vencedor de una etapa de la Dwars door Vlaanderen